# Navigator - Un'odissea nel tempo
Navigator - Un'odissea nel tempo (The Navigator: a Medieval Odyssey) è un film del 1988 diretto da Vincent Ward.

## Trama
Cumberland, 1348. La peste nera dilaga e miete vittime in Europa, non risparmiando neanche un piccolo villaggio di minatori dove, un gruppo di persone, su indicazioni della visione profetica di un ragazzo del posto, Griffin, intraprende un viaggio per salvare il paese. La soluzione contro l'epidemia è issare una croce di rame sulla cima di un campanile. Scavano così un tunnel nella montagna, finendo inspiegabilmente in Nuova Zelanda nell'anno 1988. Dopo numerosi imprevisti nella moderna metropoli, Griffin e Connor, suo fratello maggiore, tentano l'impresa con successo. La malattia sembra debellata del tutto, ma si scopre che Connor ha contratto la peste e che ha contagiato il fratello. Griffin muore, senza sapere che il suo sacrificio avrebbe comportato la salvezza del villaggio.

## Produzione
Il film è stato girato in diverse aree della Nuova Zelanda, tra cui Auckland, Wellington, Ruapehu e nelle Alpi meridionali.

## Distribuzione
- 16 settembre 1988 in Canada
- 27 ottobre in Belgio
- 15 dicembre in Australia (The Navigator: A Mediaeval Odyssey)
- febbraio 1989 in Portogallo (O Navegador)
- 3 marzo negli Stati Uniti (The Navigator: An Odyssey Across Time)
- 13 aprile nella Germania Ovest (Der Navigator)[3]
- 26 gennaio 1990 nei Paesi Bassi
- 4 dicembre 1992 in Ungheria (A navigátor)
- 24 marzo 2003 nella Repubblica Ceca

In Francia è conosciuto con il titolo Le navigateur: une odyssée médiévale; in Spagna Navigator, una odisea en el tiempo; in Finlandia Aikasuunnistaja; in Polonia Nawigator.

## Accoglienza
Il film venne selezionato ufficialmente per entrare in concorso al Festival di Cannes 1988, dove fu accolto con una standing ovation di cinque minuti.

## Riconoscimenti
- 1988 - AACTA Awards
  - Migliore fotografia a Geoffrey Simpson
  - Migliori costumi a Glenys Jackson
  - Miglior montaggio a John Scott
  - Miglior produzione a Sally Campbell
  - Miglior regista a Vincent Ward
  - Migliore film a John Maynard
- 1988 - Sitgest
  - Miglior film a Vincent Ward
- 1988 - Fantafestival
  - Miglior film
- 1989 - Fantasporto
  - Migliore fotografia a Geoffrey Simpson

### Candidature
- 1988 - Festival di Cannes
  - Palma d'oro a Vincent Ward